# FDGB-Pokal 1983 (Badminton)

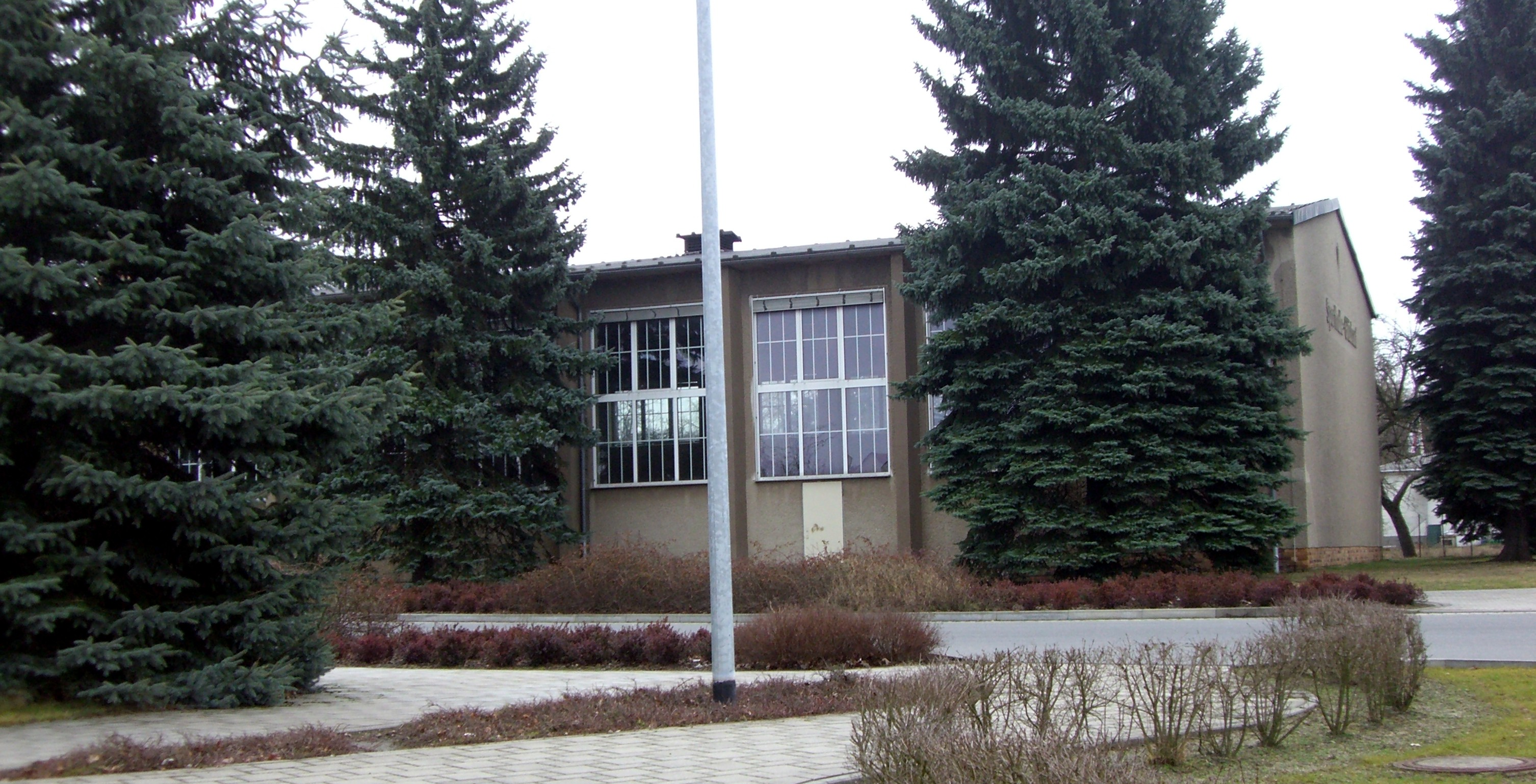
Sporthalle Glückauf Tröbitz

Der FDGB-Pokal im Badminton 1983 war die siebente Auflage dieses Wettbewerbs. Die Endrunde dazu fand am 16. und 17. April 1983 in der Sporthalle Glückauf in Tröbitz statt. Gewinner dieser Ausgabe des FDGB-Pokals wurde Einheit Greifswald, welches im Endspiel die HSG DHfK Leipzig mit 10:1 bezwingen konnte. Die Endrunde wurde von sechs Mannschaften in zwei Gruppen à drei Teams bestritten, wobei die vier Mannschaften der Oberliga für das Finale gesetzt waren und sich zwei Teams über das kleine FDGB-Pokalfinale zusätzlich qualifizieren konnten. Bei der Auslosung der zwei Gruppen kam es zu dem Kuriosum, dass die drei bestplatzierten Mannschaften der abgelaufenen Saison in eine Gruppe gelost wurden. In den abschließenden Platzierungsspielen gab es dementsprechend immer klare Resultate.

## Ergebnisse

### Gruppe 1
- Einheit Greifswald – Fortschritt Tröbitz: 9:2
- Einheit Greifswald – HSG Lok HfV Dresden: 9:2
- Fortschritt Tröbitz – HSG Lok HfV Dresden: 4:7

### Gruppe 2
- HSG DHfK Leipzig – Aktivist Niederwürschnitz: 8:3
- EBT Berlin – Aktivist Niederwürschnitz: 8:3
- HSG DHfK Leipzig – EBT Berlin: 7:4

### Platzierungsspiele
- Einheit Greifswald – HSG DHfK Leipzig: 10:1
- HSG Lok HfV Dresden – EBT Berlin: 11:0
- Fortschritt Tröbitz – Aktivist Niederwürschnitz: 11:0

## Endstand
| Platz | Mannschaft                |
| ----- | ------------------------- |
| 1.    | Einheit Greifswald        |
| 2.    | HSG DHfK Leipzig          |
| 3.    | HSG Lok HfV Dresden       |
| 4.    | EBT Berlin                |
| 5.    | Fortschritt Tröbitz       |
| 6.    | Aktivist Niederwürschnitz |